# 남현우 (축구 선수)
남현우(한국 한자: 南賢宇, 1979년 4월 20일 ~ )는 대한민국의 전 축구 선수이며, 포지션은 골키퍼였다.